# Erin Kelly
Pour les articles homonymes, voir Erin Kelly (homonymie).
Erin Rose Kelly, née le 21 août 1981 à San Diego en Californie, est une actrice américaine.

## Filmographie
- 2004 : Finding Kate : Kate
- 2006 : Loving Annabelle : Annabelle
- 2006-2007 : Makaha Surf : Erin
- 2008 : Process
- 2009 : Waking Madison : Grace
- 2010 : Sleepy Joe : Jen
- 2010 : Abnormal Abduction : Carol
- 2013 : Girltrash: All Night Long : Candace